# المنشية (تونس)
المنشيه هي إحدى قرى ولاية قبلي وتتبع إداريا معتمدية سوق الأحد، ولا تبعد عن مركز الولاية إلا بحوالي 15 كلم. سميت كذلك بسبب انشائها من قبل الولي الصالح سيدي حامد الحشاني قبل عدة قرون, ويؤكد أحفاده الذين يمثلون أغلب سكان البلدة انحدار سيدي حامد من أصول شريفة (نسل الامام الحسين بن علي بن أبي طالب) ويتوزع السكان إلى 3 عروش (أولاد جمال (أولاد التواتي بن جمال + أولاد امحمد بن جمال)- أولاد حمد - أولادحامد الصغبر(المري))
و قد انجبت هذه البلدة عدة شخصيات ناضلت الاستعمار الفرنسي عسكريا وسياسيا
1. ↑  "المناطق الترابية (العمادات) حسب الولايات والمعتمديات". اطلع عليه بتاريخ 2024-11-30.